# Wojewódzki Urząd Bezpieczeństwa Publicznego w Opolu
Wojewódzki Urząd Bezpieczeństwa Publicznego w Opolu (WUBP Opole) – jednostka terenowa Ministerstwa Bezpieczeństwa Publicznego, funkcjonująca na terenie województwa opolskiego w latach 1950-1954, powołana formalnie do ochrony bezpieczeństwa państwa, faktycznie służąca likwidacji wszelkich form oporu społeczeństwa w okresie powstawania i utrwalania władzy komunistycznej.
Siedziba WUBP mieściła się w Opolu przy ulicy Krakowskiej.  W latach 1950–1956 WUBP w Opolu podlegały PUBP/PUdsBP: w Opolu, Brzegu, Głubczycach, Grodkowie, Kluczborku, Koźlu, Krapkowicach, Namysłowie, Niemodlinie, Nysie, Oleśnie, Prudniku, Raciborzu i Strzelcach Opolskich.

## Kierownictwo (szefostwo) WUPB w Opolu
Kierownicy (szefowie):
- mjr Daniel Kubajewski (p.o. szefa WUBP w Opolu 1950-1951[7])
- Jan Onacik (1951-1954[8])
- Stanisław Żydzik (szef WUPB/WUdsBP 1954-1956[9])

## Jednostki podległe
- PUBP w Opolu (do 1950 podlegał WUBP w Katowicach).
  - Kierownik (szef): por. Józef Herod[10]

- PUBP w Brzegu.
  - Kierownik (szef):

- PUBP w Głubczycach (do 1950 podlegał WUBP w Katowicach).
  - Kierownik (szef): chor. Tadeusz Wachełko[11]

- PUBP w Grodkowie (do 1950 podlegał WUBP w Katowicach).
  - Kierownik (szef): ppor. Franciszek Oleniak[12]

- PUBP w Kluczborku (do 1950 podlegał WUBP w Katowicach).
  - Kierownik (szef): por. Stanisław Pycia[13]

- PUBP w Koźlu (do 1950 podlegał WUBP w Katowicach).
  - Kierownik (szef): chor. Eustachy Sawka[14]

- PUBP w Krapkowicach
  - Kierownik (szef):

- PUBP w Namysłowie
  - Kierownik (szef):

- PUBP w Niemodlinie (do 1950 podlegał WUBP w Katowicach).
  - Kierownik (szef): Józef Będlewski (zastępca szefa)[15]

- PUBP w Nysie (do 1950 podlegał WUBP w Katowicach).
  - Kierownik (szef): por. Stanisław Mrożek[15]

- PUBP w Oleśnie (do 1950 podlegał WUBP w Katowicach).
  - Kierownik (szef): ppor. Józef Gach[16]

- PUBP w Prudniku (do 1950 podlegał WUBP w Katowicach).
  - Kierownik (szef): por. Zdzisław Nosol[17]

- PUBP w Raciborzu (do 1950 podlegał WUBP w Katowicach).
  - Kierownik (szef): kpt Jan Ziemliński[17]

- PUBP w Strzelcach Opolskich (do 1950 podlegał WUBP w Katowicach).
  - Kierownik (szef):  ppor. Mieczysław Świerski (zastępca szefa)[18]